# كوسوكه كيتاني
كوسوكه كيتاني (باليابانية: 木谷 公亮) (9 أكتوبر 1978 في كاماغايا في اليابان – )؛ هو لاعب كرة قدم ياباني سابق كان يلعب كمدافع.

## وصلات خارجية
- كوسوكه كيتاني على موقع رابطة كرة القدم اليابانية للمحترفين (اليابانية)
- كوسوكه كيتاني على موقع قاعدة بيانات كرة القدم.إي يو (الإنجليزية)
- كوسوكه كيتاني على موقع Soccerway.com (الإنجليزية)
- كوسوكه كيتاني على موقع عالم كرة القدم.نت (الإنجليزية)